# Angelė Rupšienė
Angelė Rupšienė, född den 27 juni 1952 i Vilnius, dåvarande Sovjetunionen, är en sovjetisk basketspelare som var med och tog OS-guld 1976 i Montréal. Detta var första gången dambasket var med på det olympiska programmet. Rupšienė var även med fyra år senare och tog OS-guld 1980 i Moskva.